# Martha Garay Cadena
Martha Hortensia Garay Cadena es una política y líder sindical mexicana, miembro del Partido Revolucionario Institucional. Ha sido diputada al Congreso del Estado de Coahuila y es diputada federal para el periodo de 2018 a 2021.

## Reseña biográfica
Martha Garay Cadena tiene estudios de carrera comercial en inglés, desde 1974 es integrante la sección 38 del Sindicato Nacional de Trabajadores de la Educación (SNTE), organismo en el que ha desarrollado la mayor parte de su carrera política. 
En el SNTE ha sido tesorera y vocal del fondo de vivienda, y tesorera, vocal e integrante del Centro Deportivo y Recreativo de la Sección 38. De 2000 a 2002 fue directora de Relaciones Públicas del Ayuntamiento de Saltillo encabezado por Óscar Pimentel González y de 2002 a 2014 fue directora del Banco de Alimentos de Saltillo A.C.
De 2014 a 2018 fue presidente del Organismo Nacional de Mujeres Priistas en Saltillo y a la vez, de 2015 a 2017 fue electa diputada a la LX Legislatura del Congreso del Estado de Coahuila en presentación del distrito 4 del estado. 
En 2018 fue postulada candidata del PRI y electa diputada federal a la LXIV Legislatura en representación del Distrito 4 de Coahuila. En la Cámara de Diputados fue presidente de la comisión de Atención a Grupos Vulnerables; e integrante de las de Derechos de la Niñez y Adolescencia; y de Educación, pero cesó en ellos al pasar a ocupar secretaría de la Mesa Directiva.